# Lygodactylus heterurus
Lygodactylus heterurus Boettger, 1913 è un piccolo sauro della famiglia Gekkonidae, endemico del Madagascar.

## Descrizione
È un piccolo geco, lungo appena 4,0-4,5 cm.

## Biologia
È una specie arboricola, attiva durante le ore diurne.

## Distribuzione e habitat
La specie è endemica del Madagascar settentrionale. La sua presenza è documentata nelle seguenti località: Nosy Be (locus typicus), Ankarana, Montagna dei Francesi e Sambava; Analamerana e Andavakoera; Antsiranana, Sahafary e Bemaraha. La sottospecie nord-orientale Lygodactylus heterurus trilineigularis è nota solo per la località di Ampahana. 
Vive sia nella foresta pluviale che nella foresta decidua secca, ma è stata osservata anche in aree di foresta degradata e nei frutteti.

## Tassonomia
Sono note le seguenti sottospecie:
- Lygodactylus heterurus heterurus Boettger, 1913
- Lygodactylus heterurus trilineigularis Rösler, 1998

## Conservazione
La IUCN Red List classifica L. heterurus come specie a basso rischio (Least Concern).
Parte del suo areale ricade all'interno di aree naturali protette tra cui la riserva naturale integrale di Lokobe, la riserva naturale integrale Tsingy di Bemaraha, la Riserva speciale di Analamerana e l'area protetta Montagna dei Francesi.